# Laelia sangaica
Laelia sangaica är en fjärilsart som beskrevs av Moore 1877. Laelia sangaica ingår i släktet Laelia och familjen tofsspinnare. Inga underarter finns listade i Catalogue of Life.